# Halltorps socken
Halltorps socken i Småland ingick i Södra Möre härad, ingår sedan 1971 i Kalmar kommun och motsvarar från 2016 Halltorps distrikt i Kalmar län.
Socknens areal är 51,20 kvadratkilometer, varav land 51,17. År 2000 fanns här 614 invånare. Tätorten Halltorp med sockenkyrkan Halltorps kyrka ligger i socknen. 

## Administrativ historik
Halltorps socken har medeltida ursprung. Halltorps stenkyrka verkar ha börjat uppföras omkring 1200. 'Haldorp sokn' nämns första gången i skriftliga källor 1391.
Vid kommunreformen 1862 övergick socknens ansvar för de kyrkliga frågorna till Halltorps församling och för de borgerliga frågorna till Halltorps landskommun. Landskommunen inkorporerades 1952 i Södermöre landskommun och uppgick sedan 1971 i Kalmar kommun. Församlingen uppgick 1 januari 2010 i Halltorp-Voxtorps församling.
1 januari 2016 inrättades distriktet Halltorp, med samma omfattning som församlingen hade 1999/2000.  
Socknen har tillhört samma fögderier och domsagor som Södra Möre härad.
Socken indelades fram till 1901 i 24 båtsmanshåll, vars båtsmän tillhörde Södra Möres 2:a båtsmanskompani.

## Geografi
Halltorps socken ligger vid Kalmarsund sydväst om Kalmar. Den består av en bördig kustbygd kring Halltorpsån och en skogsbygd i väster.
Wärnäs gods upptar halva sockens yta och där ligger också byn Halltorp. Smålands näst äldsta glashytta verksam från 1624 till 1643 låg i Bökenberg (nu Germundslycke) i Halltorps skogsbygd. Sveriges första såpebruk, Wärnaby bruk, anlades vid Halltorpsåns fall vid Värnanäs och var igång från 1670 till 1773.

## Fornminnen
Cirka 30 boplatser från stenåldern är kända. Dessutom många rösen från bronsåldern samt cirka 15 järnåldersgravfält med stenkretsar och resta stenar.

## Namnet
Namnet (1424 Halatorppa), taget från kyrkbyn, består av förledet hall - klippa/sten och efterledet torp - nybygge.

### Fotnoter
1. 1 2 3  Svensk Uppslagsbok andra upplagan 1947–1955: Halltorp socken
2. 1 2  Harlén, Hans; Harlén Eivy (2003). Sverige från A till Ö: geografisk-historisk uppslagsbok. Stockholm: Kommentus. Libris 9337075. ISBN 91-7345-139-8
3. ↑  DMS 4:1, Möre
4. ↑  ”Församlingar”. Statistiska centralbyrån. https://www.scb.se/hitta-statistik/regional-statistik-och-kartor/regionala-indelningar/forsamlingar/. Läst 30 december 2022.
5. ↑  Administrativ historik för Halltorp socken (Klicka på församlingsposten). Källa: Nationella arkivdatabasen, Riksarkivet.
6. ↑  "Ostkanten" om Blekinge och Södra Möres båtsmän
7. 1 2 3  Nationalencyklopedin
8. 1 2  Sjögren, Otto (1931). Sverige geografisk beskrivning del 2 Östergötlands, Jönköpings, Kronobergs, Kalmar och Gotlands län. Stockholm: Wahlström & Widstrand. Libris 9939
9. ↑  Fornlämningar, Statens historiska museum: Halltorps socken
10. ↑  Fornminnesregistret, Riksantikvarieämbetet: Halltorps socken Fornminnen i socknen erhålls på kartan genom att skriva in sockennamn (utan "socken") i "Ange geografiskt område"